# Craugastor rivulus
Craugastor rivulus är en groddjursart som först beskrevs av Campbell och Savage 2000.  Craugastor rivulus ingår i släktet Craugastor och familjen Craugastoridae. IUCN kategoriserar arten globalt som sårbar. Inga underarter finns listade i Catalogue of Life.